# Alexandre d'Èmesa
Alexandre d'Èmesa (grec antic: Ἀλέξανδρος) fou filarca o príncep d'Èmesa, a Síria. Era de la família dels samsigeràmides.
Va ser fill de Sampsigeram I, que va governar de l'any 69 aC al 43 aC. El seu germà Iàmblic I havia succeït al seu pare, i Alexandre ambicionava el poder. Iàmblic va donar suport a Marc Antoni contra Octavi August, l'any 31 aC però quan Gneu Domici Ahenobarb, es va passar a August, Marc Antoni, tement una traïció de Iàmblic i instigat per Alexandre, el va fer presoner i el va torturar fina a la mort. Alexandre va obtenir el principat immediatament.
Però cap a l'any 29 aC August, per causes no aclarides, el va desposseir, i el va portar a Roma a participar en el seu triomf i després el va fer executar. El tron va quedar vacant uns nou anys fins que l'emperador el va retornar al seu nebot Iàmblic II.